# Mind (periodico italiano)
Mind (in precedenza Mente&Cervello) è una rivista mensile di divulgazione scientifica, edizione italiana di Gehirn&Geist. Fondata nel 2003 come progetto parallelo alla rivista Le Scienze, tratta tematiche di psicologia e neuroscienze. Fino al 2006 ha avuto una periodicità bimestrale diventando, successivamente, mensile. A partire dal numero di dicembre 2017 la rivista cambia nome in Mind, rinnovando drasticamente la veste grafica.
Vi collaborano anche alcune firme illustri come Vittorino Andreoli, Simona Argentieri e Alberto Oliverio.

## Iniziative editoriali

### Brevi lezioni di psicologia
Dal numero di aprile 2018 inizia una collana di libri mensili, Brevi lezioni di psicologia, con lo scopo di presentare grandi temi e novità in campo psicologico e neuroscientifico divulgati da professionisti del settore e pubblicati originariamente dalla Oxford University Press.

#### Piano dell'opera
1. Sogni, di J. Allan Hobson
2. Memoria, di Jonathan K. Foster
3. Intelligenza, di Ian J. Deary
4. Follia, di Andrew Scull
5. Sessualità, di Veronique Mottier
6. Apprendimento, di Mark Haselgrove
7. Adolescenza, di Peter K. Smith
8. Emozioni, di Dylan Evans
9. Ansia, di J. Freeman e D. Freeman
10. Amore, di Ronald de Sousa
11. Sonno, di S.W. Lockley e R.G. Foster
12. Depressione, di M.J. Scott e J. Tacchi
13. Pensiero e ragionamento, di Jonathan St.B.T. Evans
14. Identità, di Florian Coulmas
15. Coscienza, di Susan Blackmore
16. Percezione, di Brian Rogers
17. Autismo, di Uta Frith
18. Felicità, di Daniel M. Haybron
19. Psicologia infantile, di Usha Goswami
20. Criminologia, di Tim Newburn
21. Psicoterapia, di Tom Burns e Eva Burns-Lundgren
22. Schizofrenia, di Chris Frith  e Eve C. Johnstone
23. Invecchiamento, di Nancy A. Pachana
24. Farmaci e sostanze, di Les Iversen

### Personal Trainer
Una collana di management in collaborazione con la Harvard Business Review Italia, composta da volumi che raccolgono una selezione di articoli sul management scritti da autorevoli esperti internazionali.

#### Piano dell'opera
1. Diventare leader
2. L'equilibrio tra vita e lavoro
3. Intelligenza emotiva
4. La psicologia nelle organizzazioni
5. Happiness e mindfulness
6. Comportamento organizzativo
7. Reagire alle crisi
8. Lo smart working per le imprese e le persone
9. Uomini e macchine
10. I grandi trend del futuro

### Tra genio e follia
Una serie di volumi monografici per una collana diretta da Vittorino Andreoli che «esamina i capolavori dal punto di vista artistico ed esplora la mente di chi li ha dipinti grazie all’analisi di autorevoli psichiatri e psicologi».

#### Piano dell'opera
1. Vincent Van Gogh
2. Caravaggio
3. Edvard Munch
4. Leonardo da Vinci
5. Francisco Goya
6. Egon Schiele
7. Antonio Ligabue
8. Salvador Dalì
9. Frida Kahlo
10. Giuseppe Arcimboldo
11. Piet Mondrian
12. Michelangelo Buonarroti
13. Gustave Courbet
14. El Greco
15. Lucas Cranach
16. Pontormo
17. Masaccio
18. Lorenzo Lotto
19. Chaïm Soutine
20. Hieronymus Bosch